# Seimatosporium parasiticum
Seimatosporium parasiticum är en svampart som först beskrevs av Dearn. & House, och fick sitt nu gällande namn av Shoemaker 1964. Seimatosporium parasiticum ingår i släktet Seimatosporium och familjen Amphisphaeriaceae.   Inga underarter finns listade i Catalogue of Life.